# كارلوس فرنانديز
كارلوس فرنانديز (بالإسبانية: Carlos Fernández-Cuenca )‏ (و. 1904 – 1977 م) هو صحفي، من إسبانيا، توفي عن عمر يناهز 73 عاماً.

## مناصب
تولى منصب عضو مجلس النواب من إسبانيا.